# What Goes On
What Goes On (Lennon/McCartney/Starkey) är en låt av The Beatles från 1965.

## Låten och inspelningen
Denna låt hade man försökt spela in redan då man gjorde From Me to You 5 mars 1963. Den grävdes fram till denna session och Ringo blev även medkrediterad som låtskrivare för lite text han lade till. Låten, som spelades in under två och en halv timme (23.00 3 november - 00.30 4 november) går annars i den countrystil som Ringo verkade föredra på gruppens plattor. Låten kom med på LP:n Rubber Soul, som utgavs i England 3 december medan den i USA blev b-sida på singeln Nowhere Man som utgavs 21 februari 1966.
What Goes On var den första låt som Ringo Starr (Richard Starkey) officiellt står som medkompositör till. Det är också den enda låt i Beatles' katalog som tillskrivits Lennon/McCartney/Starkey. Låten finns i två versioner med olika slut. Den ena versionen finns på den europeiska monoversionen av LP:n Rubber Soul, den andra versionen som avslutas med en gitarrslinga finns på den europeiska stereoversionen av samma LP - Rubber Soul. Låten saknas helt på de amerikanska versionerna av denna LP. Däremot finns den med på den amerikanska LP:n Yesterday and Today från 1966.